# Parc national de Nullarbor
Le parc national de Nullarbor est situé à 887 km à l'ouest d'Adélaïde, capitale de l'Australie-Méridionale. Il jouxte le parc maritime de la Grande Baie Australienne.